# Ружинці (община)
43°36′00″ пн. ш. 22°52′00″ сх. д. / 43.60000° пн. ш. 22.86667° сх. д.
Ружинці (болг. Община Ружинци) — община у Болгарії. Входить до складу Видинської області. Населення становить 4 211 осіб (станом на 15 березня 2015 р.). Адміністративний центр громади — однойменне село.